# Municipio de Bonilla
El municipio de Bonilla (en inglés: Bonilla Township) es un municipio ubicado en el condado de Beadle en el estado estadounidense de Dakota del Sur. En el año 2010 tenía una población de 83 habitantes y una densidad poblacional de 0,89 personas por km².

## Geografía
El municipio de Bonilla se encuentra ubicado en las coordenadas 44°35′24″N 98°31′26″O / 44.59000, -98.52389. Según la Oficina del Censo de los Estados Unidos, el municipio tiene una superficie total de 93.03 km², de la cual 93,03 km² corresponden a tierra firme y (0 %) 0 km² es agua.

## Demografía
Según el censo de 2010, había 83 personas residiendo en el municipio de Bonilla. La densidad de población era de 0,89 hab./km². De los 83 habitantes, el municipio de Bonilla estaba compuesto por el 89,16 % blancos, el 9,64 % eran de otras razas y el 1,2 % eran de una mezcla de razas. Del total de la población el 9,64 % eran hispanos o latinos de cualquier raza.